# Bruxelles-Ingooigem 1981
La Bruxelles-Ingooigem 1981, trentaquattresima edizione della corsa, si svolse il 17 giugno su un percorso con arrivo a Ingooigem. Fu vinta dal belga Paul Wellens della squadra Boule d'Or-Sunair davanti ai connazionali Eddy Verstraeten e Willy Scheers.

## Ordine d'arrivo (Top 10)
| Pos. | Corridore         | Squadra                     | Tempo |
| ---- | ----------------- | --------------------------- | ----- |
| 1    | Paul Wellens      | Boule d'Or-Sunair           |       |
| 2    | Eddy Verstraeten  | Vermeer-Thijs               |       |
| 3    | Willy Scheers     | Boston-Mavic                |       |
| 4    | Werner Devos      | Boule d'Or-Sunair           |       |
| 5    | Benny Van Brabant | Eurobouw                    |       |
| 6    | Étienne De Wilde  | Splendor-Wickes-Europ Decor |       |
| 7    | Ludo Frijns       | Boule d'Or-Sunair           |       |
| 8    | Eddy Vanhaerens   | Boule d'Or-Sunair           |       |
| 9    | Patrick Vermeulen | Eurobouw                    |       |
| 10   | Fons van Katwijk  | Boule d'Or-Sunair           |       |